# Jimmy Savile
Sir James Wilson Vincent „Jimmy” Savile OBE, KCSG (Leeds, Anglia, 1926. október 31. – Leeds, 2011. október 29.) angol lemezlovas, műsorvezető, médiaszemélyiség, szexuális bűnöző, pedofil.

## Élete
Fiatal korában pankrátor és kerékpárversenyző is volt.
A BBC-nél dolgozott, Jim'll Fix It címmel saját műsora volt. Jótékonysági adománygyűjtő tevékenysége miatt 1990-ben a királynő lovaggá ütötte.
Savile sokat szivarozott.
Egy évvel a halála után derült ki, hogy az egyik legnagyobb pedofil és szexbűnöző volt Nagy-Britanniában. Több száz szexuális molesztálás és nemi erőszak állt mögötte, többek között egy pszichiátriai kórházban, ahol önkéntesként dolgozott.
Életében csak néhány rendőr és politikus ismerőse tudott Savile bűneiről, de hírneve miatt szemet hunytak felette.
Halála után a Scotland Yard vizsgálatot nyitott (Operation Yewtree), melynek során több régi médiaszemélyiséget tartóztattak le, akiket szexuális bűncselekményekkel gyanúsítottak.
2014 júniusában a brit kormány bocsánatot kért Savile összes áldozatától, akik 5 és 75 év közöttiek voltak.

## Külső hivatkozások
- Zárolták a szexuális visszaélésekkel vádolt Savile hagyatékát
- Haldokló gyereket is megrontott Savile
- Külföld: Öttől hetvenötig bárkit megerőszakolt a műsorvezető
- Profile:Jimmy Savile
- BBC star Jimmy Savile 'committed sex acts on dead bodies' while volunteering at hospital
- Holttestekből lopott üvegszemekből készült ékszereket viselt Jimmy Savile Archiválva 2014. augusztus 9-i dátummal a Wayback Machine-ben